# 泛解酸4-脱氢酶
泛解酸4-脱氢酶（英語：pantoate 4-dehydrogenase，EC 1.1.1.106 （页面存档备份，存于））也称为“泛解酸脱氢酶”，是一种以NAD+或NADP+为受体、作用于供体CH-OH基团上的氧化还原酶。这种酶能催化以下酶促反应：
(R)-泛解酸 + NAD+ {\displaystyle \rightleftharpoons } (R)-4-脱氢泛解酸 + NADH + H+
从荧光假单胞菌（Pseudomonas fluorescens）细胞中提取出的泛解酸4-脱氢酶的相对分子质量约为83,000D，可以分离产生4个相对分子质量约为24,000D的蛋白质亚基。这种酶对对-氯汞基苯甲酸盐、5,5'-二硫代双(2-硝基苯甲酸)、碘乙酸和苯基乙二醛的去活化作用敏感，而泛解酸和NAD能对抗上述酶抑制剂中前三种的去活化作用，它们对苯基乙二醛去活化作用下的泛解酸4-脱氢酶也有持续的保护作用。泛解酸4-脱氢酶主要参与泛酸及辅酶A的生物合成过程。